# Жемина
Жеми́на или Жями́на (лит. Žemyna, от zeme «земля») — в литовской мифологии богиня земли; персонификация земли. Нередко её называли Zemele — «землица», в то же время, слово zemyna употреблялось по отношению к самой земле.
Жемину упоминали Ян Ласицкий (1582), Микалоюс Даукша (1653), Матфей Преторий, Яков Бродовский (1740), а также описания мифов, легенд, молитв.

### Пантеон
Жемина является дочерью солнечной богини Сауле и Луны (лит. Mėnuo/Mēness). Её братом-близнецом считается Земникас (лит. Žemėpatis), который руководит садами, а Жемина — полями. В фольклоре выступает как жена громовержца Перкунаса и занимает в пантеоне второе место после него. Они составляли типичную индоевропейскую пару матери-земли и отца-неба.

### Функции
Жемина считалась богиней плодородия, всего живого, сельскохозяйственных культур и всей растительности. Жемина также имела власть над змеями. К земле часто обращались в заговорах, в частности, от укуса змей.
Считалось, что всё рождённое землёй туда и возвратится, поэтому Жемина принимала мёртвых, разделяя обязанности с повелительницей мира мёртвых Велю мате. В ряде текстов указывается, что Жемина вместе с богиней судьбы Лаймой определяет дату рождения человека. Земля - родительница всего живого, и из её чрева выходят все порождения живого хтонического мира, основная функция Жемины - давать жизнь.
После христианизации Литвы функции Жемины перенял культ Девы Марии.

### Обрядовость
Матфей Преторий описал ритуал žemyneliauti, справляемый на свадьбах или после сбора урожая. Окропив почву со словами «Дорогая Земля, ты даёшь мне, и я даю тебе», глава дома выпивал кружку пива и клал в борозду хлеб. Затем он резал курицу или петуха, которого готовили и съедали семьёй за праздничным столом. Каждый член семьи получал в руку ломоть хлеба со словами молитвы и благодарности. Остатки еды и кости посвящались богини (закапывались или сжигались). Такой обряд совершали в важные этапы жизни человека: рождение, свадьба, смерть.
Другой записанный обряд говорит о предании земле в поле чёрного поросёнка и хлеба, испечённого из последней муки предыдущего сезона, перед посевом нового урожая. Землю целовали, приговаривая молитву: «Что пришло из земли, в землю и вернётся!». Такой обряд сохранялся вплоть до начала XX века.
Праздник Жемины отмечали весной перед посадкой или осенью после жатвы.
Целование земли присутствовало на свадебном торжестве, когда невеста прощалась с родным домом. Также землю целовал человек, собирающийся в дальнюю дорогу: считалось, что тогда он вернётся домой в целости. Старики перед сном целовали землю со словами: «Земля, моя мать, я произошёл от тебя, ты кормишь меня, ты носишь меня и после смерти ты похоронишь меня».
Культ целования земли остался в Литве и после внедрения христианства. Говорили: "Землю поцелуешь или распятие, одинаково будет отпущение грехов". В некоторых литовских деревнях землю целовали после молитв, особенно взрослые настаивали на том, чтобы это делали дети. Около Видукле было принято целовать землю семь или двенадцать раз в день.